# Amanda Fuller
Pour les articles homonymes, voir Fuller.
Amanda Fuller, née le 27 août 1984 à Sacramento, est une actrice américaine.

## Biographie
Elle commence à jouer des rôles à la télévision à l'âge de 9 ans et apparaît dès lors dans de nombreuses séries télévisées. En 2010, elle joue le rôle principal du thriller Red, White & Blue . En 2012, elle obtient un rôle récurrent dans la série Grey's Anatomy et remplace Alexandra Krosney pour jouer le rôle de Kristin Baxter dans la série Last Man Standing. Elle a également joué "Badison"Murphy dans Orange is the New Black.

## Filmographie

### Cinéma
- 1997 : L'Amour de ma vie : Debbie à 13 ans
- 2010 : Red, White & Blue : Erica
- 2011 : Creature : Beth
- 2011 : Free Runner : Dolores
- 2013 : Cheap Thrills : Audrey
- 2014 : Starry Eyes : Tracy
- 2016 : Nanoblood (court métrage) : Lisa
- 2016 : Fashionista : April

### Télévision
- 1998 : That '70s Show (série télévisée, saison 1 épisode 5) : Tina Pinciotti
- 1999 : The Practice : Bobby Donnell et Associés (série télévisée, saison 3 épisode 12) : Julie
- 2000 : Malcolm (série télévisée, saison 1 épisode 16) : April
- 2001 : Les Anges du bonheur (série télévisée, saison 7 épisode 14) : Lucy Baker
- 2003 : Buffy contre les vampires (série télévisée, saison 7 épisode 11) : Eve
- 2004 : FBI : Portés disparus (série télévisée, saison 2 épisode 16) : Jessica Raab / Rebecca / Angie Novell
- 2004 : Sept à la maison (série télévisée, saison 9 épisode 4) : Leanne
- 2004 : NCIS : Enquêtes spéciales (série télévisée, saison 2 épisode 6) : Jen Shields
- 2006 : Les Experts (série télévisée, saison 7 épisode 3) : Cra Day
- 2006 : Bones (série télévisée, saison 2 épisode 10) : Lori Mueller
- 2007 : Premiers Doutes (téléfilm) : Claire Harper
- 2010 : New York, unité spéciale (saison 12 , épisode 5) : Emma Brooks
- 2012 : Grey's Anatomy (série télévisée, 5 épisodes) : Dr Morgan Peterson
- 2012 : Scandal (série télévisée, saison 1 épisode 5) : Carly
- 2014 : Brittany Murphy : La mort suspecte d'une star (téléfilm) : Brittany Murphy
- 2012-2019 : C'est moi le chef ! (Last Man Standing) (série télévisée,  distribution principale) : Kristin Baxter (127 épisodes)
- 2018-2019 : Orange is the New Black (série télévisée, 14 épisodes) : "Badison" Murphy